# William Tyson Wilson
Pour les articles homonymes, voir William Wilson (homonymie) et Wilson.
William Tyson Wilson (1855 - 14 août 1921) est un syndicaliste britannique et un homme politique travailliste.

## Biographie
Tyson est né à Westmorland, déménageant à Bolton, Lancashire, en 1889. Il est charpentier et rejoint la branche de Bolton de l'Amalgamated Society of Carpenters and Menuisiers. Il est membre de l'exécutif ou du conseil général du syndicat à plusieurs reprises à partir de 1893 et est président du conseil général en 1910.
Aux élections générales de 1906, Wilson est l'un des 29 candidats retenus au parti travailliste, étant élu député de Westhoughton. Le 22 février 1906, il dépose un projet de loi d'initiative parlementaire visant à modifier les lois sur l'éducation et à créer un service de restauration scolaire statutaire. Le projet de loi reçoit le soutien du gouvernement et est promulgué sous le nom de Loi de 1906 sur l'éducation (fourniture de repas).
Il est nommé whip en 1915 et promu whip en chef en 1919, lorsque le Parti travailliste devient l'opposition officielle.
Il meurt subitement d'une hémorragie cérébrale dans une rue de Bolton le dimanche 14 août 1921,. Il est enterré dans le cimetière de St Peter, Halliwell le 17 août 1921 .